# Mike Dunleavy
Mike J. Dunleavy, född 5 maj 1961 i Scranton i Pennsylvania, är en amerikansk republikansk politiker. Han är guvernör i Alaska sedan den 3 december 2018. Dunleavy besegrade demokraten Mark Begich i guvernörsvalet år 2018.
Dunleavy avslutade en kandidatexamen i historia vid Misericordia Universitet år 1983. Han avlade sin magisterexamen i pedagogik från University of Alaska Fairbanks. Han flyttade till Alaska år 1983 och fortsatte en karriär som lärare och rektor.